# Noma Award for Publishing in Africa
Noma Award for Publishing in Africa (ungefär: "Nomapriset för publicering i Afrika") var ett pris på 10 000 dollar som årligen delades ut till en afrikansk författare eller forskare som publicerats i Afrika. Priset instiftades 1979 av Shoichi Noma och sponsrades av det japanska förlaget Kodansha, i samarbete med Unesco. Det sista priset delades ut 2009.

## Vinnare
- 1980 – Mariama Bâ – Une Si Longue Lettre
- 1981 – Felix C. Adi – Health Education for the Community
- 1982 – Meshack Asare – The Brassman’s Secret
- 1983 – Austin N.E. Amissah – Criminal Procedure in Ghana
- 1984 – Gakaara wa Wanjau – Mesandiki wa Mau Mau Ithaamirio-in och Njabulo Simakahle Ndebele – Fools and other stories
- 1985 – Bernard Nanga – La Trahison de Marianne
- 1986 – António Jacinto – Sobreviver em Tarrafal de Santiago
- 1987 – Pierre Kipré – Villes de Côte d’Ivoire, 1893-1940
- 1988 – Luli Callinicos – Working Life. Factories, Townships, and Popular Culture on the Rand, 1886-1940
- 1989 – Chenjerai Hove – Bones
- 1990 – Francis Wilson och Mamphela Ramphele – Uprooting Poverty: The South African Challenge
- 1991 – Niyi Osundare – Waiting Laughters
- 1992 – Souad Khodja – A comme Algériennes och Charles Mungoshi – One Day, Long Ago. More Stories from a Shona Childhood
- 1993 – Mongane Wally Serote – Third World Express
- 1994 – A Modern Economic History of Africa. Volume 1: The Nineteenth Century
- 1995 – Marlene van Niekerk – Triomf
- 1996 – Kitia Touré – Destins paralleles
- 1997 – A. Adu Boahen – Mfantsipim and the Making of Ghana: A Centenary History, 1876-1976
- 1998 – Peter Adwok Nyaba – The Politics of Liberation in South Sudan: An Insider's View
- 1999 – Djibril Samb – L'interpretation des reves dans la region Senegambienne. Suivi de la clef des songes de la Senegambie de l'Egypte pharaonique et de la tradition islamique
- 2000 – Kimani Njogu & Rocha Chimera – Ufundishaji wa Fasihi: Nadharia na Mbinu
- 2001 – Abosede Emanuel – Odun Ifa/Ifa Festival
- 2002 – Hamdi Sakkut – The Arabic Novel: Bibliography and Critical Introduction, 1865-1995 (6 band)
- 2003 – Elinor Sisulu – Walter and Albertina Sisulu. In Our Lifetime
- 2004 – delades inte ut
- 2005 – Werewere-Liking – La memoire amputee
- 2006 – Lebogang Mashile – In a Ribbon of Rhythm
- 2007 – Shimmer Chinodya – Strife
- 2008 – Zachariah Rapola  – Beginnings of a Dream
- 2009 – Sefi Atta  – Lawless and Other Stories